# Buchberg (Lasberg)
Buchberg är en kulle i Österrike.   Den ligger i distriktet Freistadt och förbundslandet Oberösterreich, i den nordöstra delen av landet, 140 km väster om huvudstaden Wien. Toppen på Buchberg är 654 meter över havet.
Terrängen runt Buchberg är lite kuperad. Närmaste större samhälle är Freistadt, 6,7 km nordväst om Buchberg. 
I omgivningarna runt Buchberg växer i huvudsak blandskog. Runt Buchberg är det ganska tätbefolkat, med 65 invånare per kvadratkilometer.